# Ђенђешпата
Ђенђешпата (мађ. Gyöngyöspata) град је у Мађарској. Ђенђешпата је један од градова у оквиру жупаније Хевеш. Од 15. јула 2013. добио је титулу града.

## Географски положај
Ђенђешпата се налази у југозападном подножју Матре, 11 km западно од Ђенђеша, на раскрсници путева 2402 и 2406.

## Историја
Ова област је била насељена већ пре доласка Мађара. Откопани су и гробови из гвозденог, аварског и пре доба мађарског насељавања. У време доласка Мађара, територија је припадала клану Аба. У насељу је у 10. веку подигнут замак (Pata vára). Према Анонимусу: „...Тада је вођа Арпад дао Еду и Едемену велико земљиште у шумама Матра, где је њихов унук Пата касније саградио замак.“ Ископавањима је утврђено да се дворац уздизао изнад Ђенђешпате: „наши преци су на ивици платоа ископали јарак ширине 4-5 метара, а два метра од његове унутрашње стране био је укопан у глину. Постављен је камени зид обима 400 метара. На ово су трупци положени чврсто заједно са гвозденим копчама. Дрвена конструкција је била обложена глином, а на неким местима су изграђени и оџаци. Дрва су запаљена, а подигнута глина је изгорела у црвеним блоковима. Тако је направљен бедем од 3-6 метара”.
Пата је био у сродству са породицом великог кнеза. Нова веза се развила између њих када се његов каснији наследник Шамуел Аба оженио ћерком принца Гезе око 1010. године. За време Шамуела Абе 1010. године уз замак на Поктету подигнута је архиђаконска црква, црква Светог Петра, одакле је контролисан црквени живот 40 насеља.
Приликом археолошких ископавања 1965. године испод површине пронађени су делови источних делова замка изграђени од камена, нагореле земље и дрвета, као и угљенисани остаци некадашњег паланачког замка, који су потом затрпани.
У 2013, представничко тело Гионгиоспата је усвојило нови грб. На препоруку министра државне управе и правде, градско звање је добио 15. јула 2013. године.

## Становништво
У 2001. години 87,8% становништва насеља се изјаснило да су Мађари, 11,7% Роми, 0,4% Немци и 0,1% Румуни.
Током пописа из 2011. године, 91,2% становника се изјаснило као Мађари, 12,3% као Роми, 0,7% као Немци и 0,6% као Румуни (8,8% се није изјаснило, због двојног идентитета, укупан број већи може бити на 100 %). 
Верска дистрибуција је била следећа: римокатолици 70,9%, реформисани 2,6%, лутерани 0,4%, неденоминациони 5,8% (15,9% се није изјаснило).